# Натан Діл
Джон Натан Діл (англ. John Nathan Deal; нар. 25 серпня 1942, Міллен, Джорджія) — американський політик. Губернатор штату Джорджія з 2011 по 2019 рік, до цього був членом Палати представників Конгресу США з 1993 по 2010. Член Республіканської партії.
Дін навчався в Університеті Мерсера, у 1966 році здобув ступінь доктора права. Служив у армії США з 1966 по 1968 рік. Він був прокурором округу Голл з 1977 по 1979 і членом Сенату штату з 1981 по 1993 роки. До 1995 року належав до Демократичної партії.